# Republika Federalna Niemiec na Zimowych Igrzyskach Olimpijskich 1984
Republikę Federalną Niemiec na Zimowych Igrzyskach Olimpijskich 1984 reprezentowało 84 zawodników: 69 mężczyzn i piętnaście kobiet. Był to piąty start reprezentacji RFN na zimowych igrzyskach olimpijskich.

## Zdobyte medale
| Medal  | Zawodnik                                                | Dyscyplina    | Konkurencja                  | Rezultat     |
| ------ | ------------------------------------------------------- | ------------- | ---------------------------- | ------------ |
| Złoto  | Peter Angerer                                           | Biathlon      | Bieg na 20 km mężczyzn       | 1:11:52,7 h  |
| Złoto  | Hans Stangassinger Franz Wembacher                      | Saneczkarstwo | Dwójki                       | 1:23,620 min |
| Srebro | Peter Angerer                                           | Biathlon      | Bieg na 10 km mężczyzn       | 31:02,4 min  |
| Brąz   | Ernst Reiter Walter Pichler Peter Angerer Fritz Fischer | Biathlon      | Sztafeta 4 x 7,5 km mężczyzn | 1:39:05,1 h  |

## Skład kadry

### Biathlon
Mężczyźni
| Zawodnik                                                | Konkurencja         | czas biegu | Kary | Łączny czas | Pozycja |
| ------------------------------------------------------- | ------------------- | ---------- | ---- | ----------- | ------- |
| Peter Angerer                                           | Bieg na 20 km       | 1:09:52,7  | 2:00 | 1:11:52,7   | złoto   |
| Fritz Fischer                                           | Bieg na 20 km       | 1:11:49,7  | 4:00 | 1:15:49,7   | 7.      |
| Ernst Reiter                                            | Bieg na 20 km       | 1:15:37,4  | 5:00 | 1:20:37,4   | 22.     |
| Peter Angerer                                           | Bieg na 10 km       | 31:02,4    | 1    | 31:02,4     | srebro  |
| Fritz Fischer                                           | Bieg na 10 km       | 32:04,7    | 2    | 32:04,7     | 8.      |
| Walter Pichler                                          | Bieg na 10 km       | 32:30,2    | 1    | 32:30,2     | 16.     |
| Ernst Reiter Walter Pichler Peter Angerer Fritz Fischer | Sztafeta 4 × 7,5 km | 1:39:05,1  | 1    | 1:39:05,1   | brąz    |

### Biegi narciarskie
Mężczyźni
| Zawodnik                                               | Konkurencja        | czas                  | Pozycja               |
| ------------------------------------------------------ | ------------------ | --------------------- | --------------------- |
| Stefan Dotzler                                         | Bieg na 15 km      | 44:02,6               | 30.                   |
| Franz Schöbel                                          | Bieg na 15 km      | 44:11,1               | 33.                   |
| Josef Schneider                                        | Bieg na 15 km      | 45:08,7               | 37.                   |
| Jochen Behle                                           | Bieg na 15 km      | Nie ukończył biegu    | Nie ukończył biegu    |
| Jochen Behle                                           | Bieg na 30 km      | 1:32:58,7             | 15.                   |
| Peter Zipfel                                           | Bieg na 30 km      | 1:36:26,6             | 33.                   |
| Stefan Dotzler                                         | Bieg na 30 km      | 1:37:39,9             | 37.                   |
| Josef Schneider                                        | Bieg na 50 km      | 2:29:29,5             | 35.                   |
| Franz Schöbel                                          | Bieg na 50 km      | 2:30:30,2             | 37.                   |
| Peter Zipfel                                           | Bieg na 50 km      | 2:30:57,2             | 38.                   |
| Jochen Behle                                           | Bieg na 50 km      | Nie stanął na starcie | Nie stanął na starcie |
| Jochen Behle Stefan Dötzler Franz Schöbel Peter Zipfel | Sztafeta 4 × 10 km | 1:59:30,2             | 6.                    |

Kobiety
| Zawodnik    | Konkurencja   | czas      | Pozycja |
| ----------- | ------------- | --------- | ------- |
| Karin Jäger | Bieg na 10 km | 35:05,2   | 33.     |
| Karin Jäger | Bieg na 20 km | 1:06:20,2 | 19.     |

### Bobsleje
Mężczyźni
| Osada  | Zawodnik                                                             | Konkurencja | Ślizg 1 | Ślizg 2 | Ślizg 3 | Ślizg 4 | Łącznie | Pozycja |
| ------ | -------------------------------------------------------------------- | ----------- | ------- | ------- | ------- | ------- | ------- | ------- |
| FRG-I  | Anton Fischer Hans Metzler                                           | Dwójki      | 52,29   | 52,25   | 52,18   | 52,46   | 3:29,18 | 8.      |
| FRG-II | Andreas Weikenstorfer Hans-Jürgen Hartmann                           | Dwójki      | 52,31   | 53,05   | 52,60   | 52,45   | 3:30,41 | 11.     |
| FRG-I  | Klaus Kopp Gerhard Oechsle Günter Neuburger Hans-Joachim Schuhmacher | Czwórki     | 50,71   | 51,09   | 51,01   | 51,34   | 3:24,15 | 9.      |
| FRG-II | Anton Fischer Franz Nießner Hans Metzler Uwe Eisenreich              | Czwórki     | 51,08   | 51,39   | 51,48   | 51,36   | 3:25,31 | 14.     |

### Hokej na lodzie
Reprezentacja mężczyzn
| - Andreas Niederberger - Bernd Englbrecht - Dieter Hegen - Erich Kühnhackl - Ernst Höfner - Franz Reindl - Gerd Truntschka - Harold Kreis - Helmut Steiger - Ignaz Berndaner |  | - Joachim Reil - Karl Friesen - Manfred Ahne - Manfred Wolf - Marcus Kuhl - Michael Betz - Peter Scharf - Roy Roedger - Udo Kießling - Ulrich Hiemer |

Reprezentacja RFN brała udział w rozgrywkach grupy A turnieju olimpijskiego, w której zajęła 3. miejsce. W meczu o 5. miejsce pokonała reprezentację Finlandii 7:4 zajmując ostatecznie 5. miejsce.

### Grupa A
| Drużyna    | M | Mecze | Mecze | Mecze | Bramki | Bramki | Bramki | Pkt | Uwagi |
| Drużyna    | M | W     | R     | P     | +      | -      | +/-    | Pkt | Uwagi |
| ---------- | - | ----- | ----- | ----- | ------ | ------ | ------ | --- | ----- |
| ZSRR       | 5 | 5     | 0     | 0     | 42     | 5      | +37    | 10  |       |
| Szwecja    | 5 | 3     | 1     | 1     | 34     | 15     | +19    | 7   |       |
| RFN        | 5 | 3     | 1     | 1     | 27     | 17     | +10    | 7   |       |
| Polska     | 5 | 1     | 0     | 4     | 16     | 37     | -21    | 2   |       |
| Włochy     | 5 | 1     | 0     | 4     | 15     | 31     | -16    | 2   |       |
| Jugosławia | 5 | 1     | 0     | 4     | 8      | 37     | -29    | 2   |       |

Wyniki
| 7 lutego 1984 | Jugosławia | 1:8 | RFN |  |

|  |  |  |  |  |

| 9 lutego 1984 | Polska | 5:8 | RFN |  |

|  | Andrzej Zabawa Krystian Christ Andrzej Nowak Jan Piecko Wisław Jobczyk | (2:2,1:3,2:3) |  |  |

| 11 lutego 1984 | Szwecja | 1:1 | RFN |  |

|  |  |  |  |  |

| 13 lutego 1984 | RFN | 1:6 | ZSRR |  |

|  |  |  |  |  |

| 15 lutego 1984 | RFN | 9:4 | Włochy |  |

|  |  |  |  |  |

#### Mecz o 5.miejsce
| 17 lutego 1984 | RFN | 7:4 | Finlandia |  |

|  |  |  |  |  |

### Kombinacja norweska
Mężczyźni
| Zawodnik         | Konkurencja   | Bieg narciarski | Bieg narciarski | Bieg narciarski | Skoki narciarskie | Skoki narciarskie | Skoki narciarskie | Skoki narciarskie | Skoki narciarskie | Skoki narciarskie | Skoki narciarskie | Skoki narciarskie | Łącznie | Pozycja |
| Zawodnik         | Konkurencja   | Czas biegu      | Pozycja         | Punkty          | Skok 1            | Nota              | Skok 2            | Nota              | Skok 3            | Nota              | Punkty            | Pozycja           | Łącznie | Pozycja |
| ---------------- | ------------- | --------------- | --------------- | --------------- | ----------------- | ----------------- | ----------------- | ----------------- | ----------------- | ----------------- | ----------------- | ----------------- | ------- | ------- |
| Thomas Müller    | Indywidualnie | 49:32,7         | 12.             | 192,895         | 85,0              | 106,9             | 83,0              | 100,1             | 87,0              | 102,2             | 209,1             | 3.                | 401,995 | 5.      |
| Hermann Weinbuch | Indywidualnie | 49:13,4         | 10.             | 195,790         | 79,0              | 94,3              | 83,0              | 102,1             | 85,0              | 99,5              | 201,6             | 10.               | 397,390 | 8.      |
| Dirk Kramer      | Indywidualnie | 49:43,7         | 13.             | 191,245         | 78,5              | 94,5              | 79,5              | 94,5              | 68,5              | 62,1              | 189,0             | 19.               | 380,245 | 18.     |
| Hubert Schwarz   | Indywidualnie | 51:42,0         | 26.             | 173,500         | 67,0              | 62,6              | 72,5              | 75,3              | 88,0              | 106,3             | 181,6             | 23.               | 355,100 | 24.     |

### Łyżwiarstwo figurowe
| Zawodnik                        | Konkurencja     | Nota | Pozycja |
| ------------------------------- | --------------- | ---- | ------- |
| Manuela Ruben                   | Solistki        | 15,0 | 7.      |
| Claudia Leistner                | Solistki        | 17,4 | 9.      |
| Rudi Cerne                      | Soliści         | 8,2  | 4.      |
| Norbert Schramm                 | Soliści         | 16,2 | 9.      |
| Heiko Fischer                   | Soliści         | 19,6 | 10.     |
| Claudia Massari Leonardo Azzola | Pary sportowe   | 17,4 | 13'.'   |
| Petra Born Rainer Schönborn     | Tańce na lodzie | 18,0 | 9.      |

### Łyżwiarstwo szybkie
Mężczyźni
| Zawodnik             | Konkurencja   | Konkurencja   | Konkurencja    | Konkurencja    | Konkurencja    | Konkurencja    | Konkurencja    | Konkurencja    | Konkurencja      | Konkurencja      |
| Zawodnik             | Bieg na 500 m | Bieg na 500 m | Bieg na 1000 m | Bieg na 1000 m | Bieg na 1500 m | Bieg na 1500 m | Bieg na 5000 m | Bieg na 5000 m | Bieg na 10 000 m | Bieg na 10 000 m |
| Zawodnik             | Czas          | Miejsce       | Czas           | Miejsce        | Czas           | Miejsce        | Czas           | Miejsce        | Czas             | Miejsce          |
| -------------------- | ------------- | ------------- | -------------- | -------------- | -------------- | -------------- | -------------- | -------------- | ---------------- | ---------------- |
| Hans-Peter Oberhuber | 39,39         | 19.           | 1:19,13        | 23.            |                |                |                |                |                  |                  |
| Uwe Streb            | 39,78         | 26.           | 1:18,65        | 15.            |                |                |                |                |                  |                  |
| Andreas Lemcke       |               |               | 1:19,39        | 26.            | 2:03,13        | 27.            | 7:41,69        | 29.            |                  |                  |
| Wolfgang Scharf      |               |               |                |                | 2:02,64        | 25.            | 7:40,90        | 28.            | 15:40,74         | 28.              |
| Hansjörg Baltes      |               |               |                |                | 2:02,68        | 26.            | 7:50,33        | 37.            |                  |                  |

Kobiety
| Zawodnik       | Konkurencja   | Konkurencja   | Konkurencja    | Konkurencja    | Konkurencja    | Konkurencja    | Konkurencja    | Konkurencja    |
| Zawodnik       | Bieg na 500 m | Bieg na 500 m | Bieg na 1000 m | Bieg na 1000 m | Bieg na 1500 m | Bieg na 1500 m | Bieg na 3000 m | Bieg na 3000 m |
| Zawodnik       | Czas          | Miejsce       | Czas           | Miejsce        | Czas           | Miejsce        | Czas           | Miejsce        |
| -------------- | ------------- | ------------- | -------------- | -------------- | -------------- | -------------- | -------------- | -------------- |
| Monika Holzner | 42,40         | 7.            | 1:25,87        | 8.             |                |                |                |                |
| Sigrid Smuda   | 43,74         | 20.           | 1:27,05        | 15.            | 2:10,55        | 10.            | 4:53,22        | 18.            |

### Narciarstwo alpejskie
Mężczyźni
| Zawodnik         | Konkurencja              | Konkurencja              | Konkurencja       | Konkurencja       | Konkurencja   | Konkurencja   | Konkurencja                 | Konkurencja                 | Konkurencja                 | Konkurencja                 |
| Zawodnik         | Zjazd                    | Zjazd                    | Slalom gigant     | Slalom gigant     | Slalom gigant | Slalom gigant | Slalom specjalny            | Slalom specjalny            | Slalom specjalny            | Slalom specjalny            |
| Zawodnik         | Czas                     | Pozycja                  | Czas 1. przejazdu | Czas 2. przejazdu | Czas łączny   | Pozycje       | Czas 1. przejazdu           | Czas 2. przejazdu           | Czas łączny                 | Pozycja                     |
| ---------------- | ------------------------ | ------------------------ | ----------------- | ----------------- | ------------- | ------------- | --------------------------- | --------------------------- | --------------------------- | --------------------------- |
| Sepp Wildgruber  | 1:46,53                  | 7.                       |                   |                   |               |               |                             |                             |                             |                             |
| Klaus Gattermann | 1:47,12                  | 12.                      |                   |                   |               |               |                             |                             |                             |                             |
| Herbert Renoth   | 1:48,39                  | 22.                      |                   |                   |               |               |                             |                             |                             |                             |
| Peter Dürr       | Nie ukończył konkurencji | Nie ukończył konkurencji |                   |                   |               |               |                             |                             |                             |                             |
| Egon Hirt        |                          |                          | 1:22,45           | 1:21,66           | 2:44,11       | 13.           | Nie ukończył 1-go przejazdu | Nie ukończył 1-go przejazdu | Nie ukończył 1-go przejazdu | Nie ukończył 1-go przejazdu |
| Florian Beck     |                          |                          |                   |                   |               |               | 53,49                       | Nie ukończył 2-go przejazdu | Nie ukończył 2-go przejazdu | Nie ukończył 2-go przejazdu |

Kobiety
| Zawodniczka         | Konkurencja | Konkurencja | Konkurencja       | Konkurencja       | Konkurencja   | Konkurencja   | Konkurencja       | Konkurencja       | Konkurencja      | Konkurencja      |
| Zawodniczka         | Zjazd       | Zjazd       | Slalom gigant     | Slalom gigant     | Slalom gigant | Slalom gigant | Slalom specjalny  | Slalom specjalny  | Slalom specjalny | Slalom specjalny |
| Zawodniczka         | Czas        | Pozycja     | Czas 1. przejazdu | Czas 2. przejazdu | Czas łączny   | Pozycja       | Czas 1. przejazdu | Czas 2. przejazdu | Czas łączny      | Pozycja          |
| ------------------- | ----------- | ----------- | ----------------- | ----------------- | ------------- | ------------- | ----------------- | ----------------- | ---------------- | ---------------- |
| Marina Kiehl        | 1:14,30     | 6.          | 1:09,70           | 1:12,33           | 2:22,03       | 5.            |                   |                   |                  |                  |
| Heidi Wiesler       | 1:14,98     | 14.         |                   |                   |               |               |                   |                   |                  |                  |
| Regine Mösenlechner | 1:15,16     | 17.         |                   |                   |               |               |                   |                   |                  |                  |
| Irene Epple         | 1:15,65     | 23.         | 1:11,64           | 1:13,88           | 2:25,52       | 21.           |                   |                   |                  |                  |
| Maria Epple         |             |             | 1:10,40           | 1:13,25           | 2:23,65       | 13.           | 49,63             | 49,14             | 1:38,77          | 12.              |
| Michaela Gerg       |             |             | 1:12,18           | 1:14,10           | 2:26,28       | 24.           |                   |                   |                  |                  |

### Saneczkarstwo
Mężczyźni
| Zawodnik                           | Konkurencja | Ślizg 1 | Ślizg 2 | Ślizg 3 | Ślizg 4         | Łącznie                  | Pozycja                  |
| ---------------------------------- | ----------- | ------- | ------- | ------- | --------------- | ------------------------ | ------------------------ |
| Thomas Rzeznizok                   | Jedynki     | 46,704  | 46,970  | 47,154  | 46,539          | 3:07,367                 | 12.                      |
| Johannes Schettel                  | Jedynki     | 47,318  | 47,071  | 46,947  | dyskwalifikacja | Nie ukończył konkurencji | Nie ukończył konkurencji |
| Hans Stangassinger Franz Wembacher | Dwójki      | 41,880  | 41,740  |         |                 | 1:23,620                 | złoto                    |
| Thomas Schwab Wolfgang Staudinger  | Dwójki      | 42,267  | 42,367  |         |                 | 1:24,634                 | 8.                       |

Kobiety
| Zawodnik        | Konkurencja | Ślizg 1 | Ślizg 2 | Ślizg 3 | Ślizg 4 | Łącznie  | Pozycja |
| --------------- | ----------- | ------- | ------- | ------- | ------- | -------- | ------- |
| Andrea Hatle    | Jedynki     | 43,397  | 42,072  | 42,102  | 41,920  | 2:49,491 | 8.      |
| Constanze Zeitz | Jedynki     | 42,707  | 42,679  | 42,300  | 42,150  | 2:49,836 | 9.      |

### Skoki narciarskie
Mężczyźni
| Konkurencja            | Skoczek         | Skok 1    | Skok 1 | Skok 2    | Skok 2 | Nota  | Pozycja |
| Konkurencja            | Skoczek         | odległość | Nota   | odległość | Nota   | Nota  | Pozycja |
| ---------------------- | --------------- | --------- | ------ | --------- | ------ | ----- | ------- |
| Skocznia normalna K-90 | Andreas Bauer   | 87,0      | 104,7  | 83,0      | 97,3   | 202,0 | 11.     |
| Skocznia normalna K-90 | Georg Waldvogel | 83,0      | 101,0  | 80,0      | 86,8   | 187,8 | 22.     |
| Skocznia normalna K-90 | Peter Rohwein   | 83,0      | 94,3   | 69,0      | 66,9   | 161,2 | 44.     |
| Skocznia normalna K-90 | Thomas Klauser  | 77,0      | 83,2   | 73,5      | 76,1   | 159,3 | 47.     |
| Skocznia duża K-112    | Andreas Bauer   | 105,0     | 102,2  | 100,5     | 92,4   | 194,6 | 7.      |
| Skocznia duża K-112    | Peter Rohwein   | 92,5      | 77,7   | 95,0      | 80,7   | 158,4 | 35.     |
| Skocznia duża K-112    | Georg Waldvogel | 95,0      | 82,7   | 89,0      | 17,8   | 154,5 | 38.     |